# Ярровит
Ярровит (англ. Yarrowite) — минерал, сульфид меди. Назван по месту обнаружения — ручей Ярроу в провинции Альберта (Канада).

## Свойства
Ярровит — непрозрачный минерал с металлическим блеском. Имеет твердость по шкале Мооса 2,5, относится к триклинной сингонии. Типичные примеси — железо и серебро. Ярровит открыт в 1978 году.

## Название на других языках
- немецкий — Yarrowit;
- испанский — Yarrowita;
- английский — Yarrowite.